# El vestido de la novia
 El vestido de la novia es una película de horror Mexicana del 2022 dirigida por Roque Falabella y distribuida por Videocine en conjunto con Windsor Films. La trama de la película sigue a Sara, una joven que a días de casarse comienza a sufrir de misteriosas visiones de la muerte de otras mujeres vinculadas a un vestido de novia que pretende usar para su boda, por lo que Sara debe encontrar la manera de romper el maleficio antes de convertirse en su siguiente víctima.
Producida desde el año 2019, la película inicialmente estaba agendada para estrenarse en cines durante el año 2022 en México. Sin embargo después de atrasarse indefinidamente la película fue liberada en formato video on demand a través de la plataforma Vix+ a partir del 12 de octubre del 2022.

## Argumento
Durante la celebración de una boda, los familiares de la novia se preocupan por el bienestar de esta debido a que ella tarda en salir. Una de sus familiares intenta hablar con ella pero cuando consigue entrar a su habitación encuentra su cadáver en el armario y usando el vestido de la ceremonia. 
Tres meses después la joven Sara se prepara junto a su prometido Daniel para llevar a cabo su largamente pospuesto matrimonio. Con solo un mes para terminar los preparativos, Sara pierde la oportunidad de elegir su vestido debido a que su distanciada madre se retrasa para ayudarla a elegir y pagar su vestido, ocasionando más problemas entre las dos. Como Sara tiene poco dinero y tras perder la oportunidad de obtener un vestido regresado de último momento. Esa misma tarde mientras se prepara para regresar a su departamento durante una noche lluviosa Sara se topa con un vestido en exhibición en una tienda de antigüedades. Habiéndose probado el vestido, Sara decide llevárselo pero conforme pasan los días, comienza a experimentar lo que interpreta son alucinaciones de una presencia sobrenatural además de que se percata de una misteriosa mancha en la parte trasera del cuello. 
Las alucinaciones empeoran cuando Sara ve a Daniel aparentemente engañándola con una otra mujer y posteriormente tiene un sueño vivido con una mujer diferente usando el mismo vestido. Curiosa por el pasado del vestido, Sara acude a la tintorería donde llevó la prenda para obtener respuestas. Como la empleada se rehúsa a darle detalles, Sara roba los recibos y consigue contactar con la madre y hermana de Lucía Lubo, la mujer que tuvo anteriormente el vestido. La hermana revela que Lucía sufrió de alucinaciones que la llevaron a suicidarse, podía ver predicciones y además la advierte que otras mujeres que lo usaron sufrieron el mismo destino antes que ella, llegando a la conclusión de que el vestido porta un maleficio. Sara es posteriormente contactada urgentemente para informarle que Daniel sufrió un accidente; sin embargo, al presentarse en el hospital se da cuenta de que la habitación está vacía y se ve forzada a huir de los guardias, solo para confirmar que su prometido está a salvo. Cada vez más desesperada, Sara se deshace del vestido al tirarlo en la basura y lo incinera. Pero, al confrontar a Daniel sobre sus preocupaciones, la pareja comienza a tener problemas de confianza. 
A solo un día de la boda Sara en un examen médico confirma que esta embarazada, siguiendo un consejo de sus amigas, intenta compensar a Daniel pero mientras los dos tienen relaciones, Sara alucina con Daniel como un anciano, provocando que este se decida abandonarla. Como Sara sigue teniendo alucinaciones y descubre que el vestido sigue en su departamento, ella decide refugiarse en casa de su madre donde sueña que es arroyada por un auto y las visiones la hacen entrar en un trance en el que casi se suicida al pararse en el barandal de las escaleras del segundo piso en la realidad mientras en su mente alucina con su madre y una vida al lado de Daniel. Después de confrontar a la alucinación de Daniel anciano, Sara se arma de valor para buscar a su prometido y reafirma su deseo de casarse con él. Reconciliada tanto con su madre y novio, al prepararse para su boda, Sara le dice al vestido que ya no le teme, y tras casarse en la ceremonia le comparte a Daniel que esta embarazada antes de celebrar junto a su familia y amistades su matrimonio.

## Elenco
- Cristina Rodlo como Sara
- Claudia Lobo como Laura Lubo
- Mariano Palacios como Daniel
- Paula Arrioja como Melissa
- Elaine Haro como Ana Lubo
- Paulette Hernandez

## Producción
La película es el debut direccional de Roque Falabella, quien coescribió el guion de la película para ofrecer una historia de terror que se saliera de lo convencional y de los clichés vistos en el género. El productor de la película y coguionista Joseph Hemsani se inspiró en una anécdota personal para integrar a la trama el tema del matrimonio por creer que es un argumento interesante así como querer explorar las historias de mujeres que se suicidaron. Inicialmente conocida como "el vestido" y realizada desde el año 2019, el filme se tenía intencionado para estrenarse a principios del 2020 antes de ser atrasado indefinidamente durante su etapa de edición.
Como parte de su campaña inicial de marketing, la distribuidora videocine compartió un teaser trailer el 25 de noviembre del 2019 junto a la sipnosis de la película y un póster oficial. Posteriormente en agosto del 2022 se reveló que la película sería exhibida como una producción original de la plataforma de streaming en español Vix+ como parte de un acuerdo de las productoras Televisa y Videocine, siendo liberada de manera oficial el 12 de octubre del mismo año.